# SBS 프로복싱 서바이벌
《SBS 프로복싱 서바이벌》은 2017년부터 SBS 스포츠에서 방영중인 복싱 서바이벌 프로그램이다.

## 캐스터
- 조민호

## 해설
- 황현철

## 링아나운서
- 육희상(전문MC)